# Hilda Tloubatla
Hilda Semola Tloubatla (sinh năm 1942) là một ca sĩ mbaqanga người Nam Phi, và là ca sĩ chính của nhóm nhạc nổi tiếng Mahotella Queens. Tloubatla được sinh ra ở Payneville, Springs ở Nam Phi trước khi chuyển đến thị trấn kwaThema năm 1951 do chế độ phân biệt chủng tộc lúc bấy giờ.

## Cuộc đời
Tloubatla đầu tiên bắt đầu sự nghiệp âm nhạc của mình bằng cách thu âm tại Công ty phát thanh truyền hình Nam Phi vào cuối những năm 1950 và đầu những năm 1960. Cô sau đó đã được tuyển vào một nhóm nhạc nữ mới có tên là Mahotella Queens, với tư cách là ca sĩ chính, cùng với các thành viên trong nhóm như Nobesuthu Mbadu, Mildred Mangxola, Juliet Mazamisa và Ethel Mngomezulu. Năm thành viên trong nhóm sau đó được kết hợp với một nhóm nhạc cụ mbaqanga, ban nhạc Makgona Tsohle và giọng hát của Simon Mahlathini Nkabinde, và không lâu sau đó, ban nhạc đã nhận được sự nổi tiếng ngay lập tức.
Vào năm 1971, một số thành viên trong Mahotella Queens (bao gồm cả Tloubatla) đã rời đi để theo đuổi những hướng khác trong kinh doanh âm nhạc, chẳng hạn như tham gia các nhóm khác, và do đó, một đội hình hoàn toàn mới của Mahotella Queens được thành lập.

## Danh tiếng quốc tế
Năm 1983, năm thành viên gốc của nhóm Mahotella Queens (Tloubatla, Mbadu, Mangxola, Mazamisa và Mngomezulu) được đoàn tụ với Mahlathini và ban nhạc Makgona Tsohle của nghệ sĩ guitar Makgona Tsohle và nhà sản xuất Queens Marks Mankwane. Sự trở lại của họ đã tạo nên album Amaqhawe Omgqashiyo, là một hit ở Nam Phi. Do sự thành công của album và chuyến lưu diễn Graceland 1986 của Paul Simon (trong đó ông cộng tác với Ladysmith Black Mambazo, Stimela và những người khác), âm nhạc Nam Phi đã có nhu cầu cao hơn. Ba thành viên gốc, Tloubatla, Mbadu và Mangxola, đã được đoàn tụ một lần nữa với những người bạn cùng nhóm. Sự nổi tiếng quốc tế của họ trở nên rất phổ biến.